# دوغ سميث (لاعب هوكي الجليد)
دوغ سميث (بالفرنسية: Doug Smith) (ولد في 1963  م) هو لاعب هوكي الجليد كندي، ولد في أوتا، مركز لعبه هو وسط ‏.

## روابط خارجية
- دوغ سميث على موقع دوري الهوكي الوطني (الإنجليزية)
- دوغ سميث على موقع EliteProspects.com (الإنجليزية)
- دوغ سميث على موقع HockeyDB.com (الإنجليزية)
- دوغ سميث على موقع Hockey-Reference.com (الإنجليزية)